# NGC 895
NGC 895 (również PGC 8974) – galaktyka spiralna (Sc), znajdująca się w gwiazdozbiorze Wieloryba. Odkrył ją William Herschel 10 września 1785 roku. Rejon gwiazdotwórczy w tej galaktyce został skatalogowany jako NGC 894.
W galaktyce tej zaobserwowano do tej pory jedną supernową – SN 2003id.